# Giulietta Masina

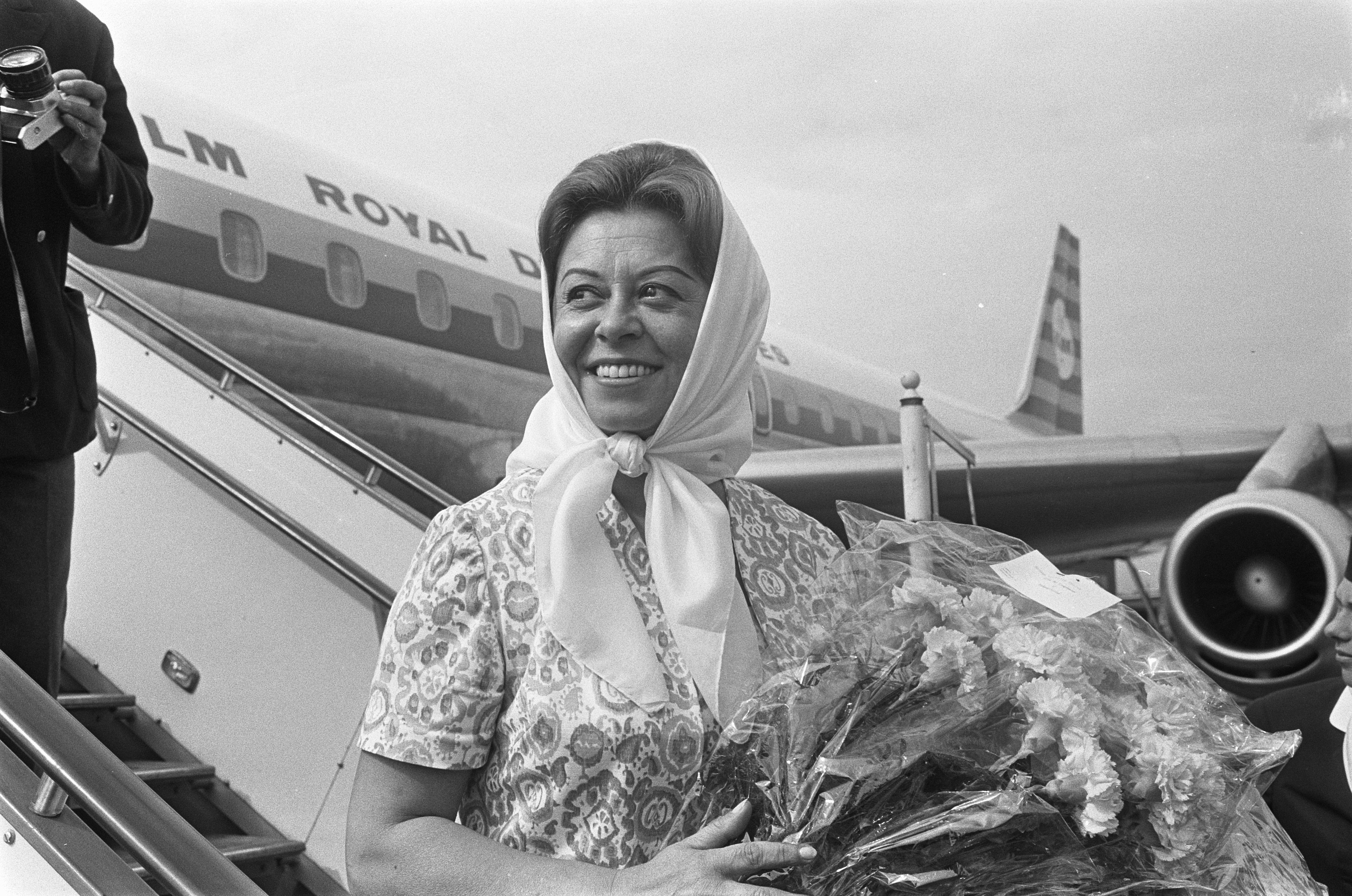
Giulietta Masina, 1966

Giulietta Masina; eigentlich Giulia Anna Masina (* 22. Februar 1921 in San Giorgio di Piano, Bologna; † 23. März 1994 in Rom), war eine italienische Schauspielerin. Zu ihren berühmtesten Rollen gehört diejenige der Gelsomina im Film La Strada – Das Lied der Straße ihres Ehemanns Federico Fellini.

## Leben
Die Tochter eines Lehrers studierte in Rom Kunstgeschichte, Archäologie und Philosophie und wurde dort zum Dr. phil. promoviert. Bereits während des Studiums trat sie mit einer studentischen Theatergruppe auf und lernte dabei den Autor und Regisseur Federico Fellini kennen. Im Jahr 1943 heirateten die beiden. Ihr einziges Kind, Pierfederico Fellini, das am 22.  März 1945 zur Welt kam, starb bereits elf Tage später.
Nach der Heirat verlagerte Masina ihren Schaffensbereich ganz auf die Schauspielerei, zunächst auf der Bühne, danach zunehmend auch beim Film. Dabei verstand sie es, tragische Charakterrollen ebenso zu verkörpern wie clowneske naive.

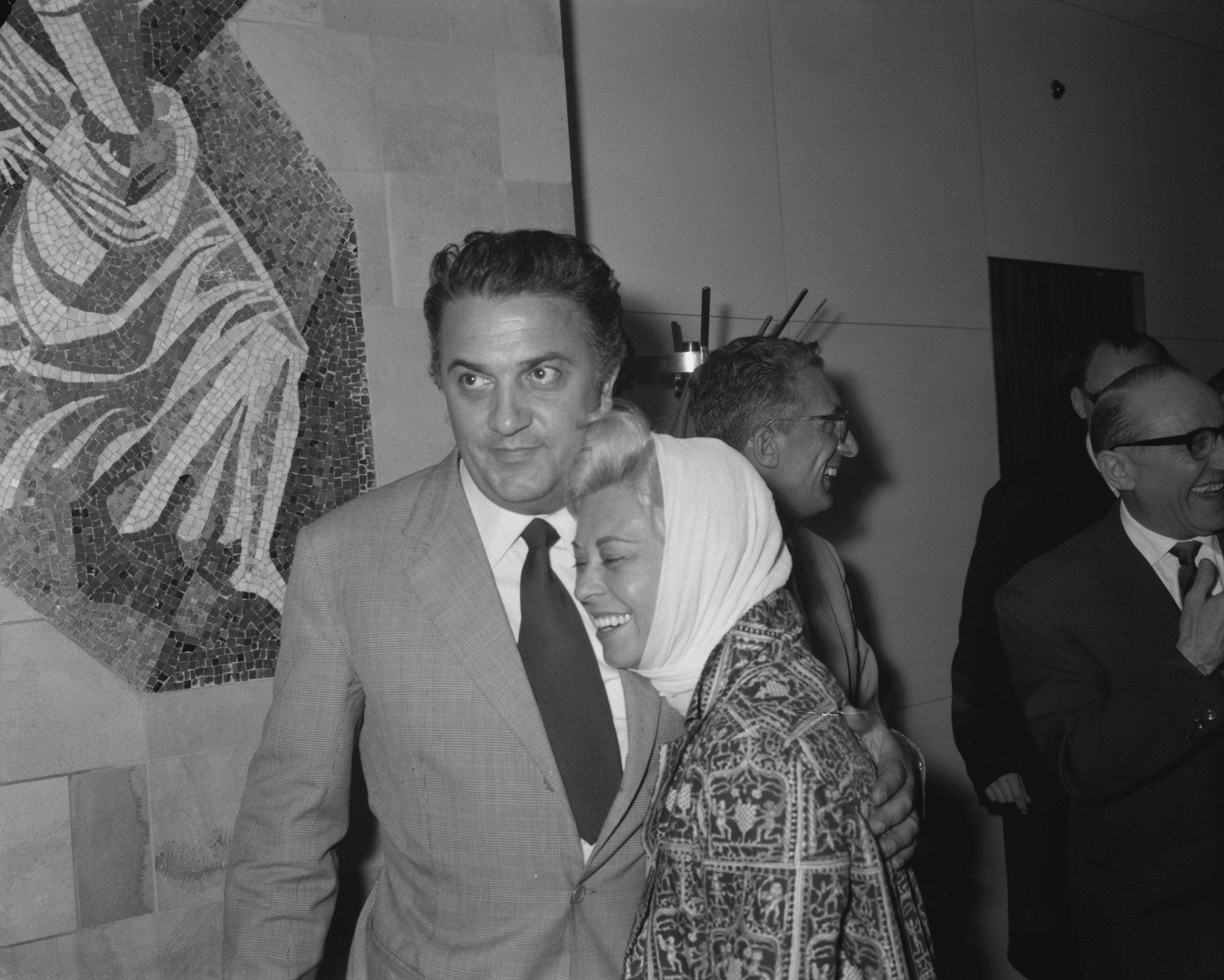
Giulietta Masina und Federico Fellini, 1960

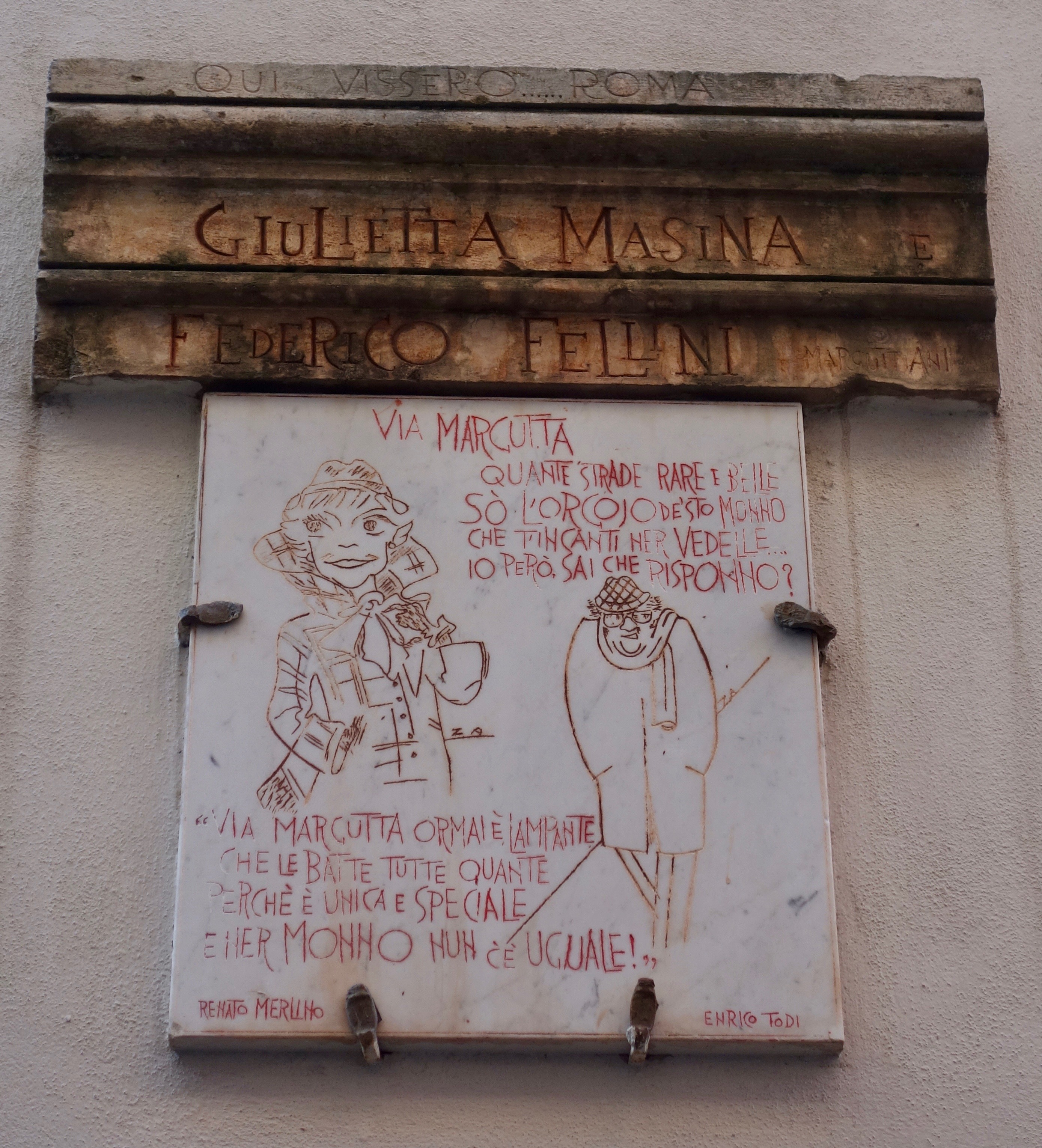
Gedenktafel für Giulietta Masina und Federico Fellini an der Via Margutta in Rom, wo sie lebten.

Ihre größten Erfolge als Schauspielerin feierte sie mit Rollen in Filmen ihres Ehemanns, so als Gelsomina in La Strada – Das Lied der Straße, in Die Nächte der Cabiria, Julia und die Geister oder neben Marcello Mastroianni als alternde Tänzerin nach dem Vorbild von Ginger Rogers in Ginger und Fred. Für ihre Darstellungen wurde sie mehrfach preisgekrönt, etwa mit dem David di Donatello oder dem Darstellerpreis von Cannes.
In einer ungewöhnlichen Rolle sah man sie 1985 in einem tschechoslowakisch-deutschen Märchenfilm, in dem sie Frau Holle verkörperte. Als Rollenangebote, die ihrem Anspruch genügten, ausblieben, arbeitete sie vorwiegend als Autorin für Fernsehprogramme.
Nach Fellinis Tod im Oktober 1993, von dem sie auf der Rückfahrt von einem Besuch bei ihm im Krankenhaus aus dem Autoradio erfuhr, verschlimmerte sich ihre Krebserkrankung, der sie knapp fünf Monate später erlag. Ihre letzte Ruhestätte befindet sich auf dem Cimitero di Rimini neben Federico Fellini und ihrem Sohn Pierfederico.

Grab von Giulietta Masina, Federico Fellini und deren Sohn Pierfederico Fellini mit einer 1994 von Arnaldo Pomodoro geschaffenen Skulptur auf dem Friedhof in Rimini

## Filmografie (Auswahl)
- 1948: Ohne Gnade (Senza pietà)
- 1950: Lichter des Varieté (Luci del varietà)
- 1951: Europa '51
- 1951: Geschlossene Gardinen (Persiane chiuse)
- 1952: Die bittere Liebe (Lo sceicco bianco)
- 1952: Es begann auf der Straße (Wanda la peccatrice)
- 1952: Romanze meiner Sehnsucht (Il romanzo della mia vita)
- 1953: Am Rande der Großstadt (Ai margini della metropoli)
- 1953: Hundert Jahre Liebe (Cento anni d’amore)
- 1953: Die Verrufenen (Donne proibite)
- 1954: La Strada – Das Lied der Straße (La strada)
- 1955: Gute Nacht, Herr Advokat! (Buonanotte… avvocato!)
- 1955: Die Schwindler (Il bidone)
- 1957: Die Nächte der Cabiria (Le notti di Cabiria)
- 1958: Fortunella
- 1959: Jons und Erdme
- 1959: Die Hölle in der Stadt (Nella città l’inferno)
- 1960: Das kunstseidene Mädchen
- 1965: Julia und die Geister (Giulietta degli spiriti)
- 1969: Die Irre von Chaillot (The Madwoman of Chaillot)
- 1985: Ginger und Fred (Ginger e Fred)
- 1985: Frau Holle (Perinbaba)
- 1991: Benjamin (Aujourd'hui peut-être...)

## Auszeichnungen (Auswahl)

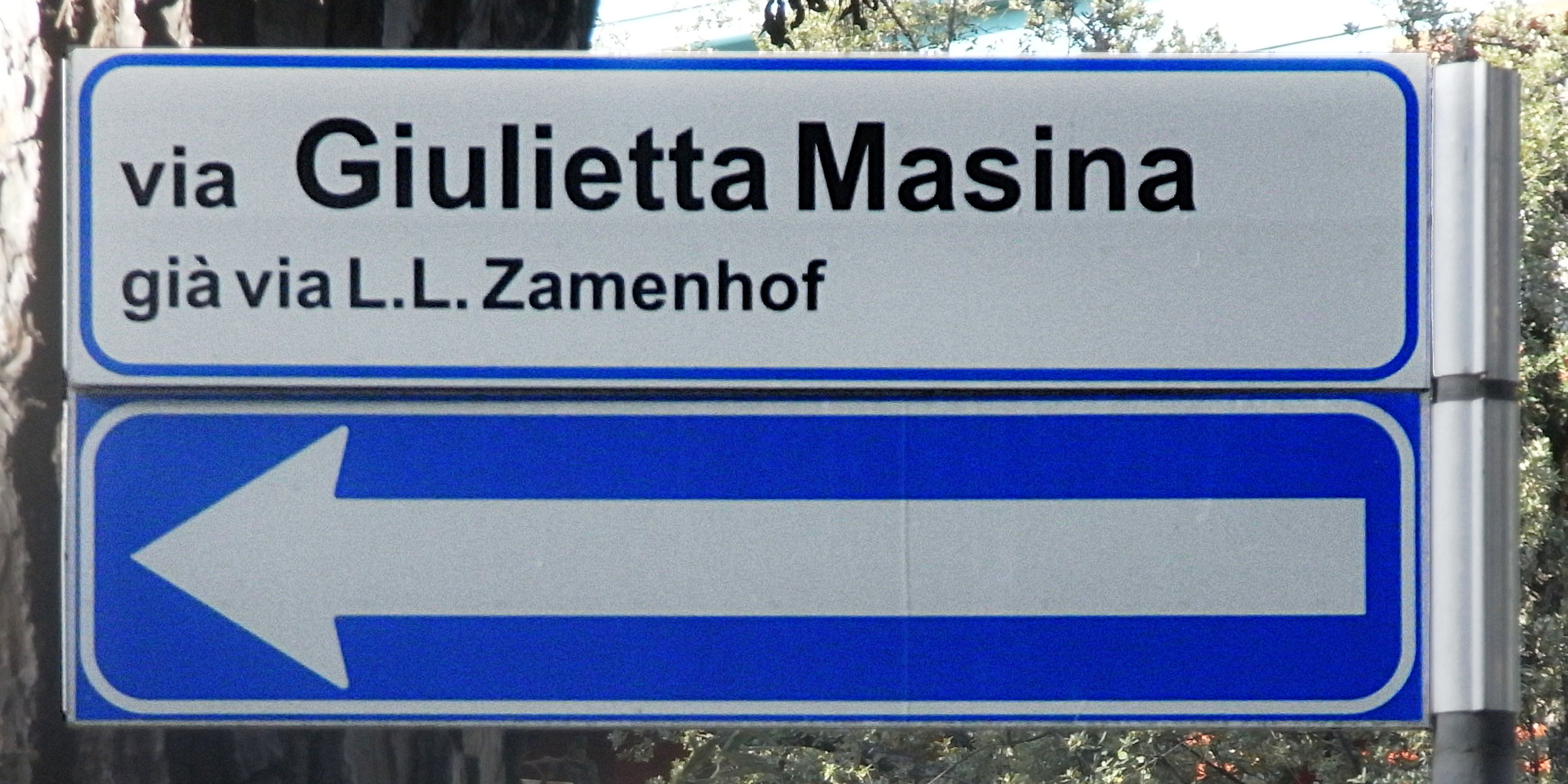
Straßenschild via Giulietta Masina, Rimini

- 1951: David di Donatello als beste Darstellerin für Lichter des Varieté
- 1957: David di Donatello als beste Darstellerin für Die Nächte der Cabiria
- 1957: Goldene Muschel als beste Darstellerin für Die Nächte der Cabiria beim Filmfestival San Sebastián
- 1957: Beste Darstellerin für Die Nächte der Cabiria bei den Filmfestspielen von Cannes 1957